# 达林台诺尔
达林台诺尔是位于中国内蒙古自治区赤峰市巴林右旗益和诺尔苏木达林台村东南的一个湖泊。其位置约为东经119°34′，北纬43°21′。湖面海拔440米，面积约2平方公里，主要沉积物为石盐和芒硝。达林台诺尔来自蒙古语，是山梁之湖的意思。